# Ballinger (Texas)
Ballinger város az USA Texas államában. Lakosainak száma 3619 fő (2020. április 1.).

## Népesség
A település népességének változása:

| 2010 | 3 767 |
| 2020 | 3 619 |